# Лејк Норден (Јужна Дакота)
Лејк Норден (енгл. Lake Norden) град је у америчкој савезној држави Јужна Дакота.

## Демографија
По попису из 2010. године број становника је 467, што је 35 (8,1%) становника више него 2000. године.
| Група             | 2000.       | 2010.       |
| Белци             | 420 (97,2%) | 430 (92,1%) |
| Афроамериканци    | 0 (0,0%)    | 0 (0,0%)    |
| Азијати           | 1 (0,2%)    | 0 (0,0%)    |
| Хиспаноамериканци | 4 (0,9%)    | 34 (7,3%)   |
| Укупно            | 432         | 467         |